# Michail Prochorov
Michail Dmitrijevič Prochorov (rusky Михаил Дмитриевич Прохоров; * 3. května 1965), je ruský podnikatel, miliardář a politik. 

## Život
Rodiče jeho otce byli prohlášeni za kulaky, čímž skončili na Sibiři. Na druhou stranu, babička z matčiny strany za druhé světové války vyvíjela v Moskvě vakcíny, které bylo potřeba. Jeho rodiče patřili mezi prominenty, otec pracoval jako sportovní funkcionář a matka pracovala na univerzitě. Během studií na Moskevském institutu (v roce 1988) vstoupil do komunistické strany. V roce 1989 graduoval s vyznamenáním. 
V roce 1995 se mu podařilo zprivatizovat státní podnik Norilsk Nickel, po modernizaci firmy se stal světovým dodavatelem niklu. Své podnikatelské aktivity rozšiřoval i do jiných oborů. V holdingu Onexim Group vlastní několik bank, investuje do moderních technologií – nanotechnologií či výroby hybridních aut.
Dle časopisu Forbes je k 24. září 2023 165. nejbohatším člověkem na světě a 11. Rusem. Je svobodný.